# میرو (فیلم)
میرو فیلم ایرانی به تهیه کنندگی سعید الهی و به کارگردانی حسین ریگی و نویسندگی پیمان شیرخانی محصول سال ۱۴۰۲ است. این فیلم در بخش سودای سیمرغ چهل و دومین دوره جشنواره فجر حضور دارد.

## داستان
زندگی پر فراز و نشیب پسری بلوچ به نام «میرو» است که درگیر اتفاقات عجیب و غریبی برای رسیدن به یک هدف بزرگ می‌شود.